# Suresh Oberoi
Suresh Oberoi (Quetta, 17 dicembre 1946) è un attore indiano.
Anche il figlio Vivek Oberoi è un attore.

## Filmografia parziale
- Surakksha, regia di Raveekant Nagaich (1979)
- Kaala Patthar, regia di Yash Chopra (1979)
- Phir Wohi Raat, regia di Danny Denzongpa (1980)
- Laawaris, regia di Prakash Mehra (1981)
- Vidhaata, regia di Subhash Ghai (1982)
- Namak Halaal, regia di Prakash Mehra (1982)
- Hero, regia di Subhash Ghai (1983)
- Coolie, regia di Manmohan Desai (1983)
- Sharaabi, regia di Prakash Mehra (1984)
- Ek Nai Paheli, regia di K. Balachander (1984)
- Aitbaar, regia di Mukul Anand (1985)
- Palay Khan, regia di Ashim Samanta (1986)
- Main Balwaan, regia di Mukul S. Anand (1986)
- Mirch Masala, regia di Ketan Mehta (1987)
- Insaaf, regia di Mukul Anand (1987)
- Tezaab, regia di N. Chandra (1988)
- Mohabbat Ke Dushman, regia di Prakash Mehra (1988)
- Parinda, regia di Vidhu Vinod Chopra (1989)
- Mujrim, regia di Umesh Mehra (1989)
- Do Qaidi, regia di Ajay Kashyap (1989)
- Sailaab, regia di Deepak Balraj Vij (1990)
- Aaj Ka Arjun, regia di K.C. Bokadia (1990)
- Zindagi Ek Juaa, regia di Prakash Mehra (1992)
- Gardish, regia di Priyadarshan (1993)
- Anari, regia di K. Murali Mohana Rao (1993)
- Vijaypath, regia di Farouq Siddique (1994)
- Suhaag, regia di Kuku Kohli (1994)
- Indira, regia di Suhasini Maniratnam (1995)
- Raja Hindustani, regia di Dharmesh Darshan (1996)
- Jaan, regia di Raj Kanwar (1996)
- Lahoo Ke Do Rang, regia di Mehul Kumar (1997)
- Soldier, regia di Abbas–Mustan (1998)
- Khauff, regia di Sanjay Gupta (2000)
- Moksha, regia di Ashok Mehta (2001)
- Lajja, regia di Rajkumar Santoshi (2001)
- Gadar: Ek Prem Katha, regia di Anil Sharma (2001)
- Aśoka, regia di Santosh Sivan (2001)
- Deewangee, regia di Anees Bazmee (2002)
- 23 March 1931: Shaheed, regia di Guddu Dhanoa (2002)
- Talaash: The Hunt Begins..., regia di Suneel Darshan (2003)
- Kabir Singh, regia di Sandeep Reddy Vanga (2019)
- Manikarnika: The Queen of Jhansi, registi vari (2019)

## Premi
- National Film Awards
  - 1987: "Best Supporting Actor"